# Rauch & Lang

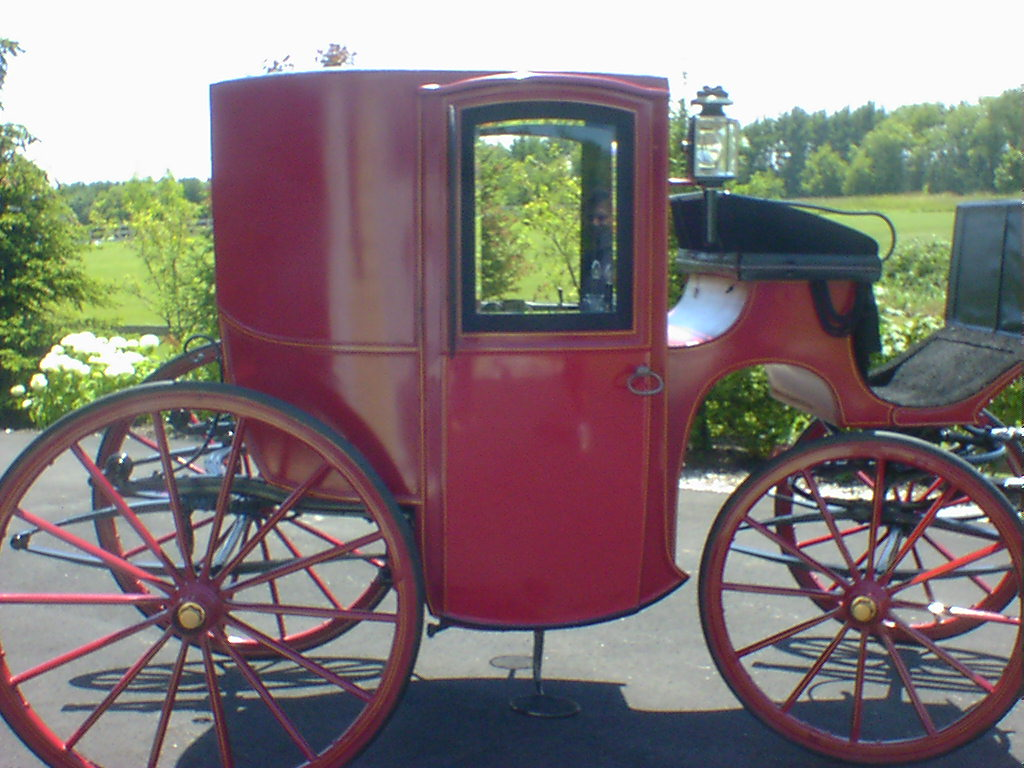
Kutsche von etwa 1890

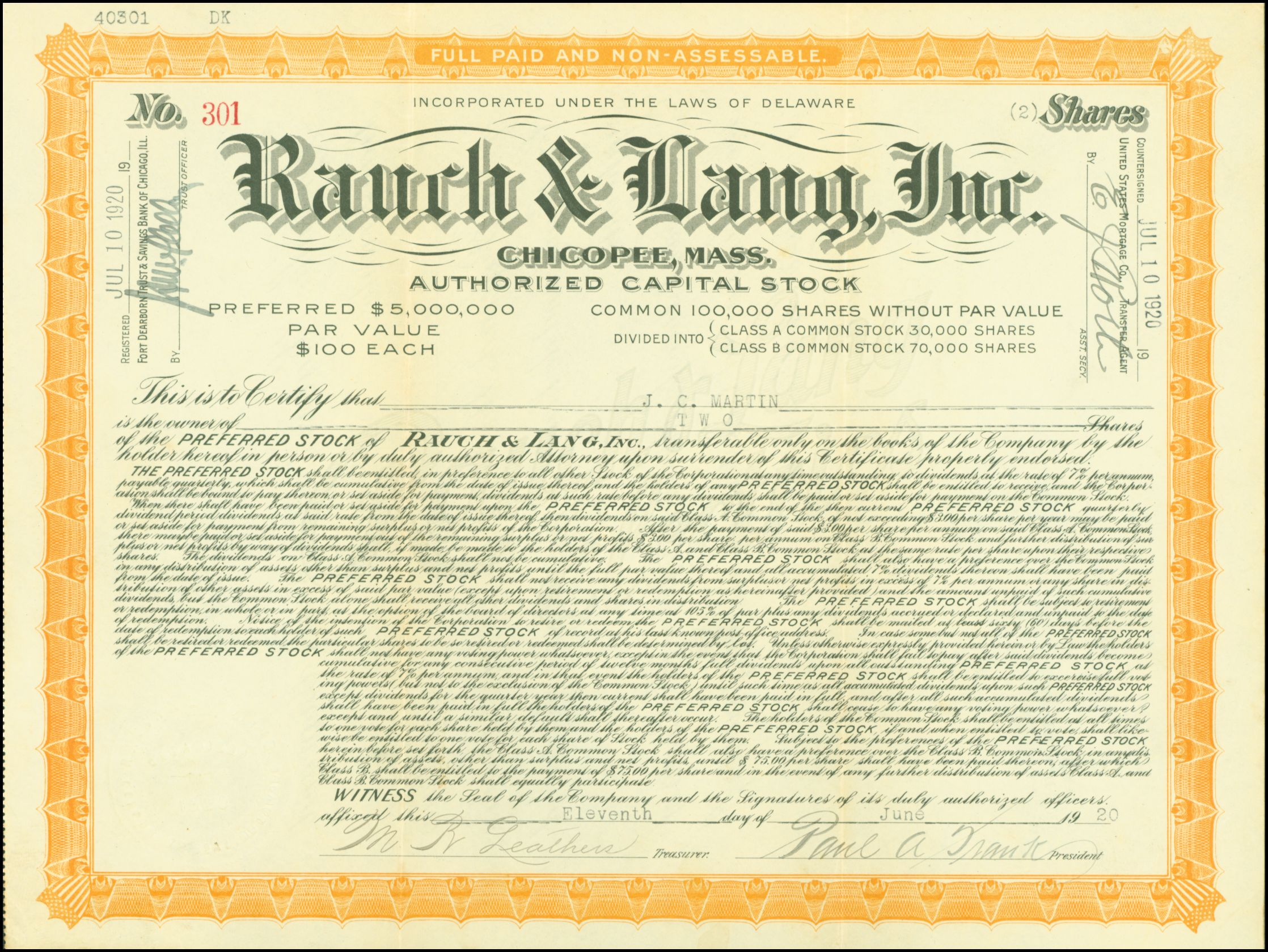
Aktie der Rauch & Lang Inc. vom 11. Juni 1920

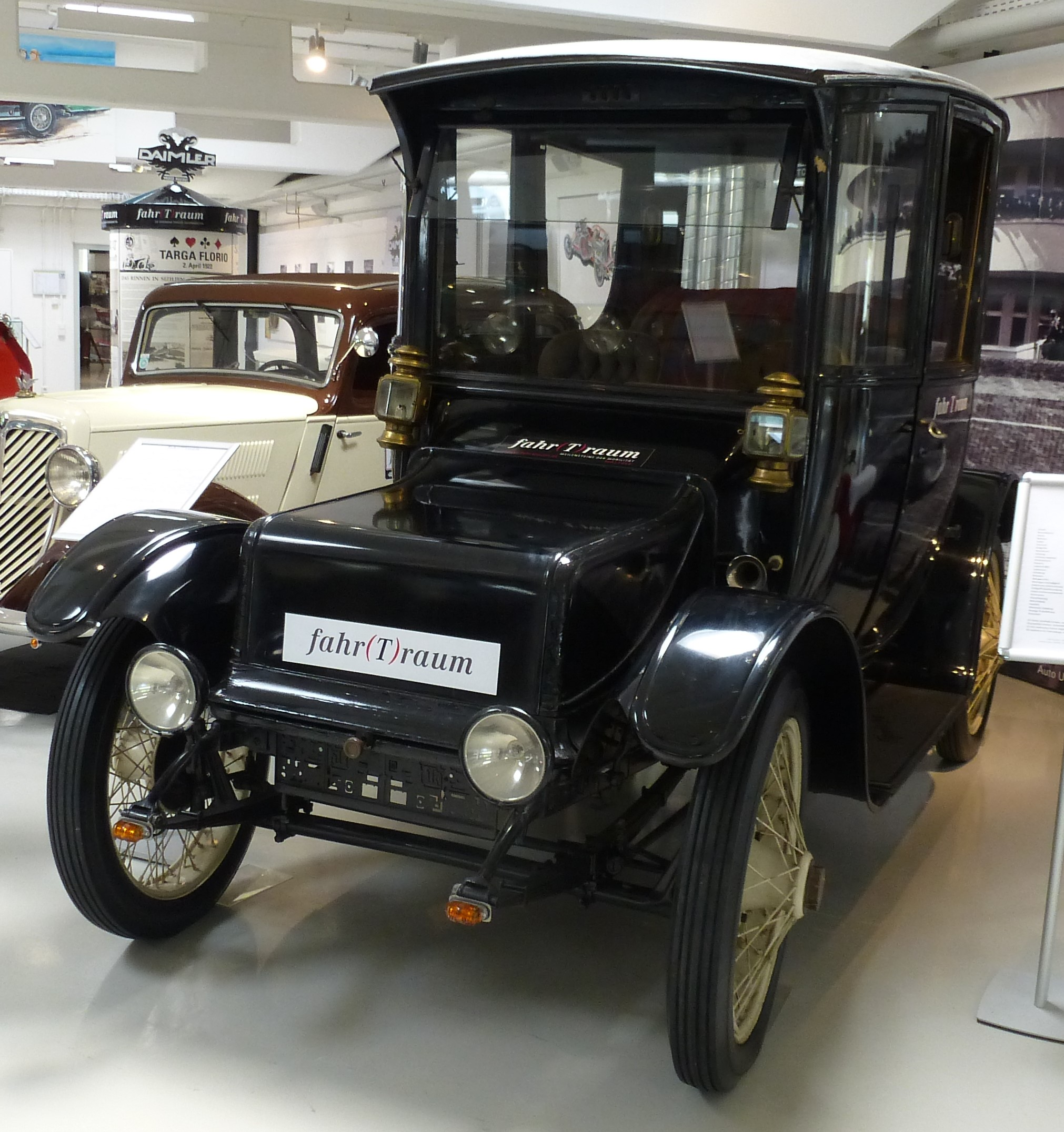
Rauch & Lang von 1912–1914

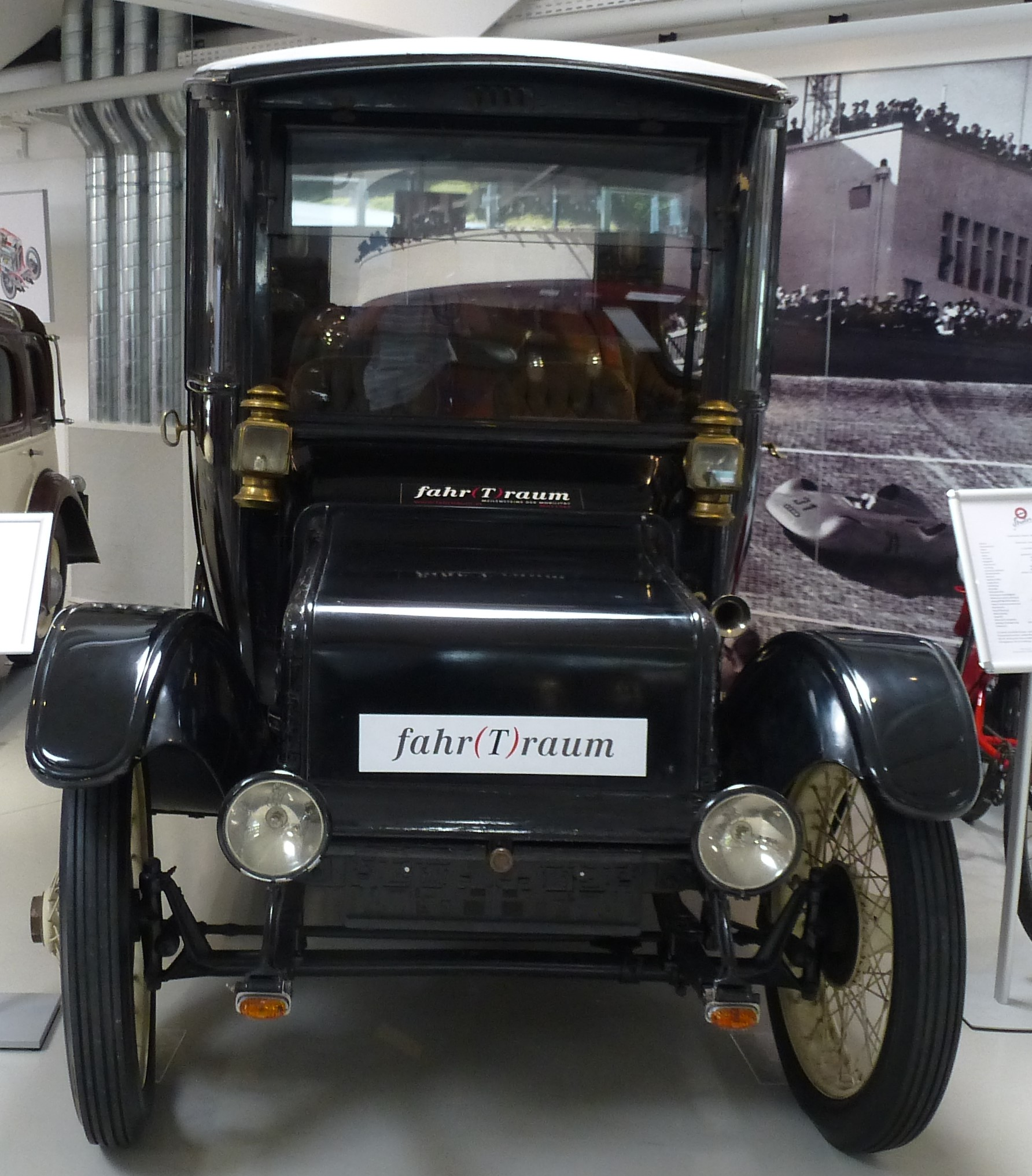
Frontansicht

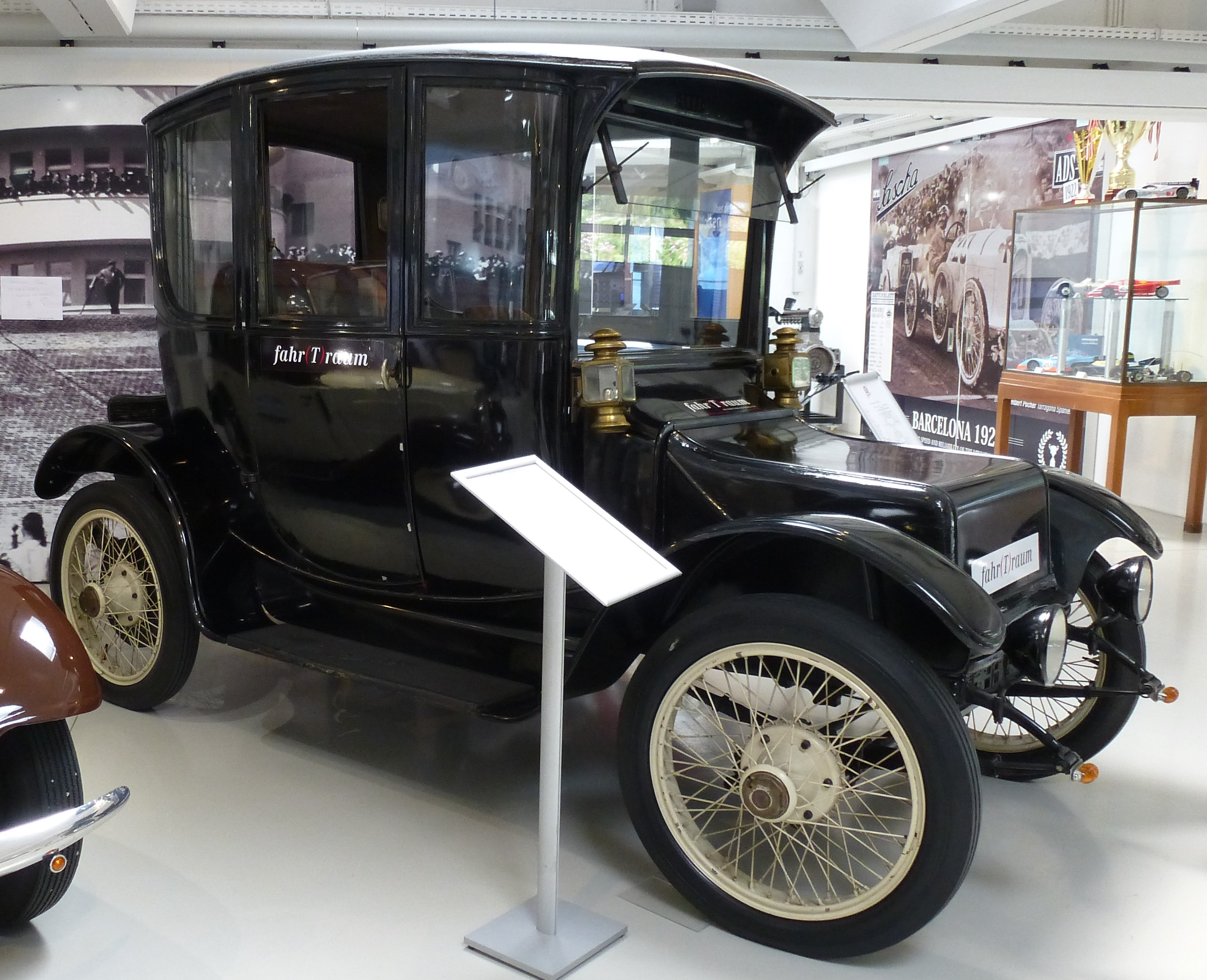
Schräg

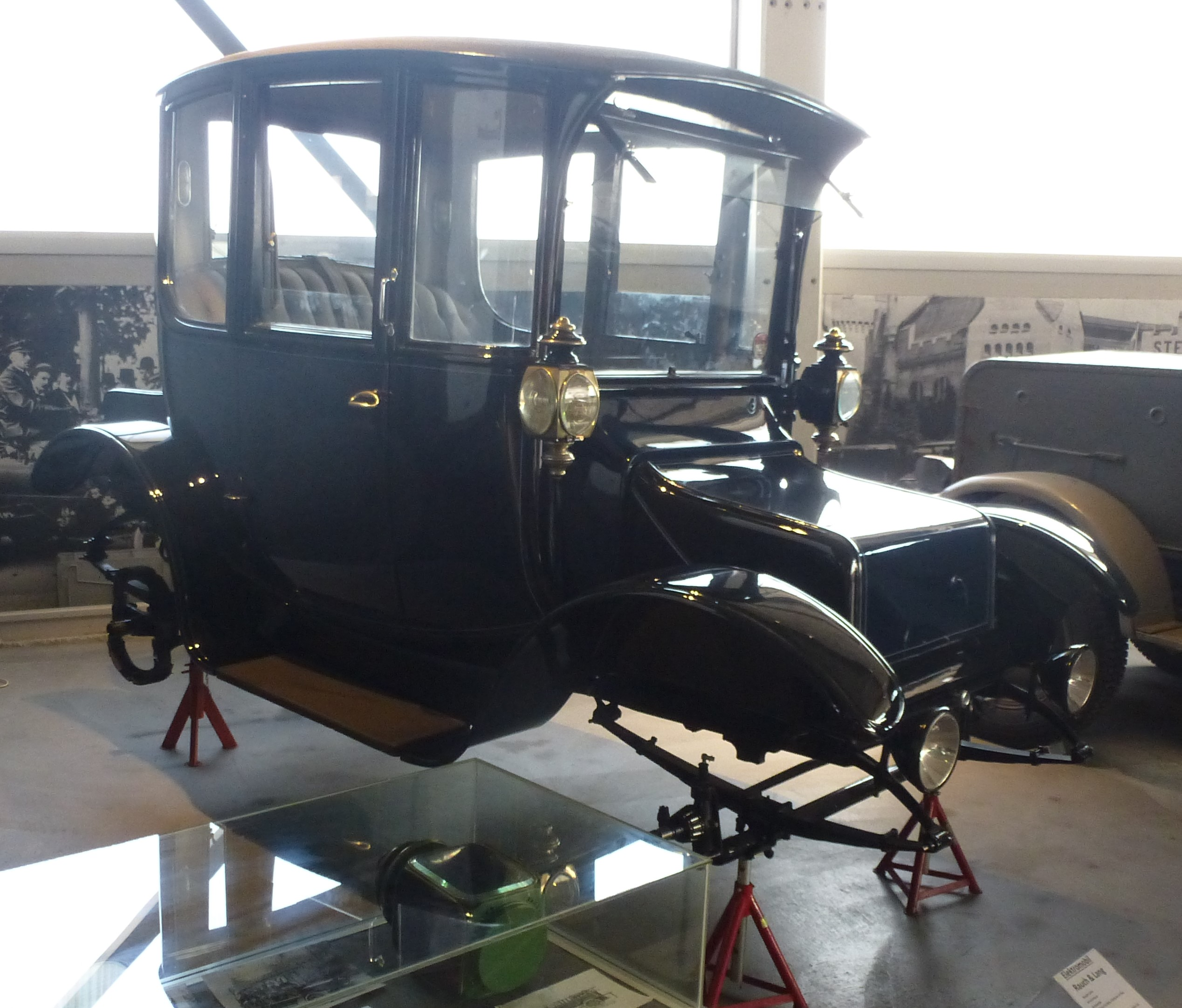
Rauch & Lang von 1916 im Pantheon Basel (ohne Räder)

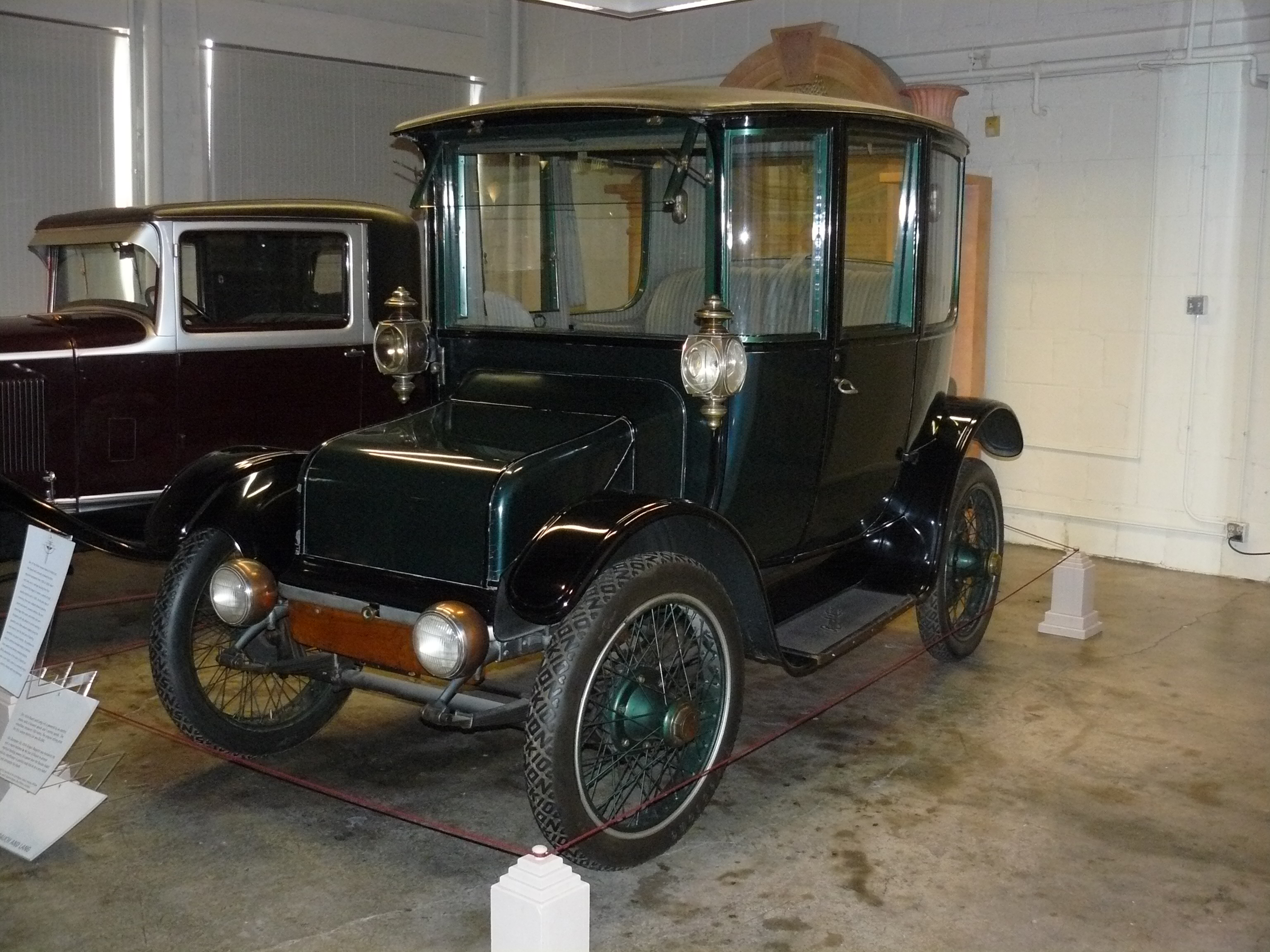
Rauch & Lang ohne Jahresangabe, möglicherweise ein J 6 von 1916

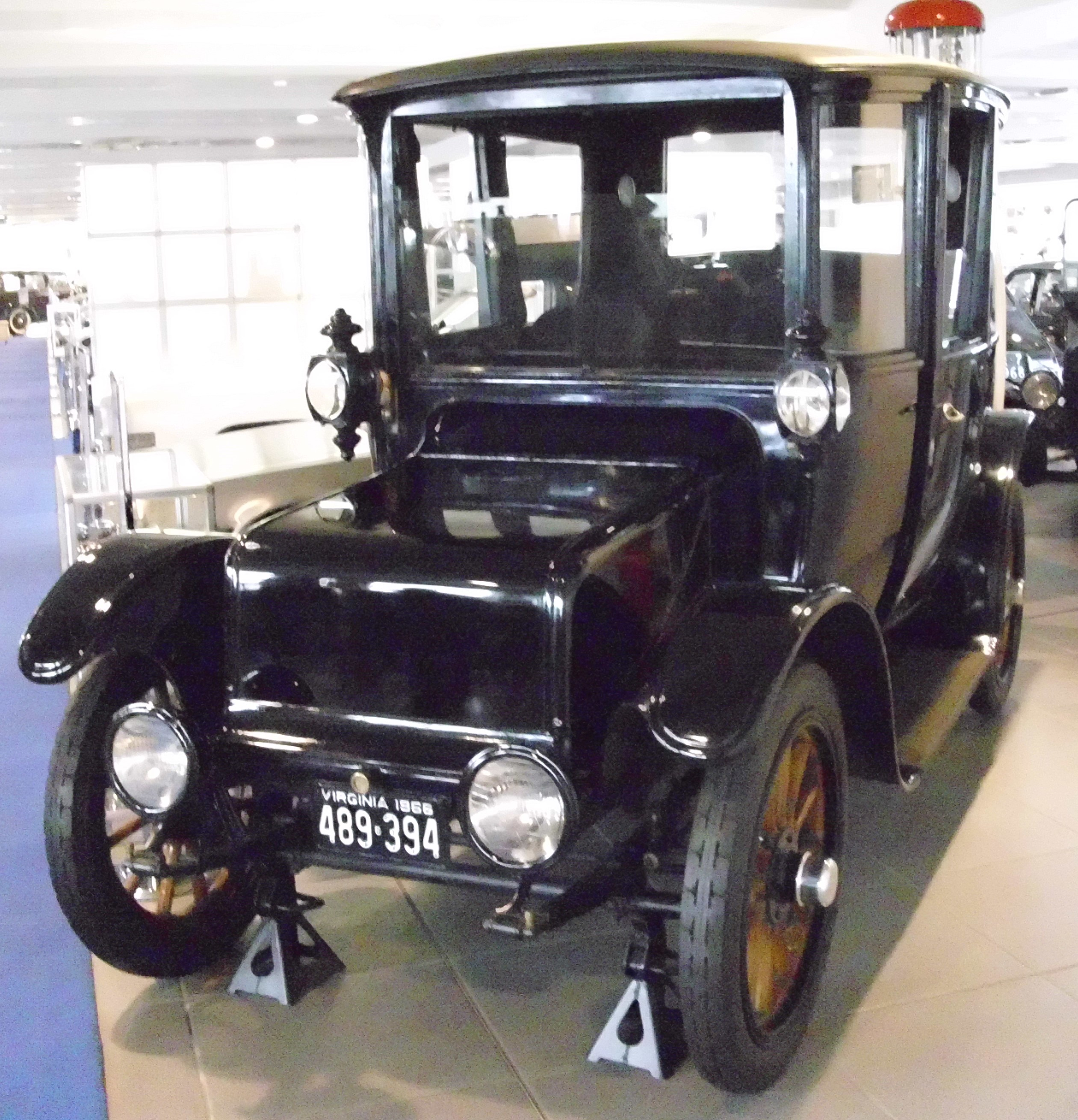
Rauch & Lang Double Drive Coach von 1919

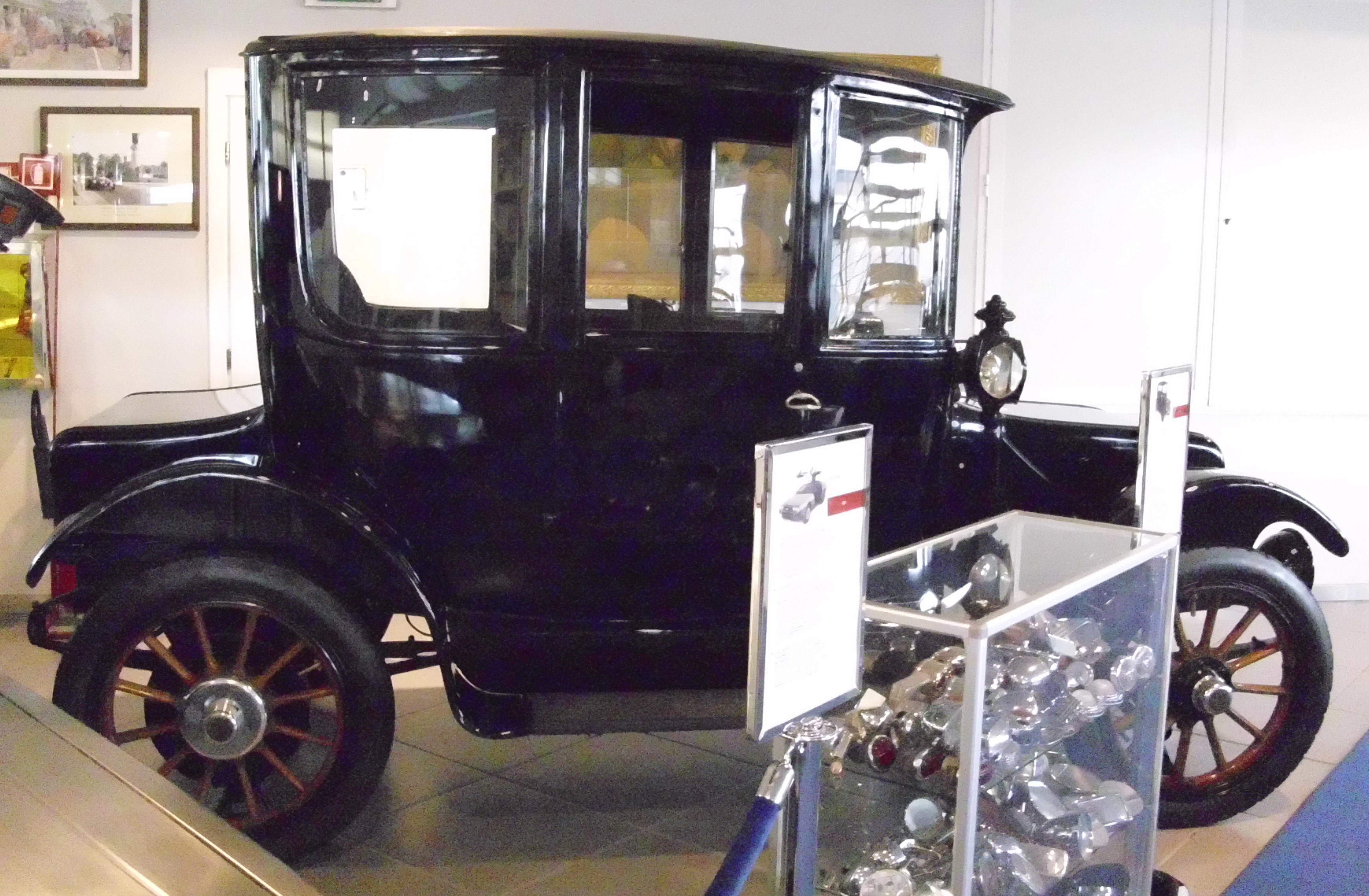
Seitenansicht

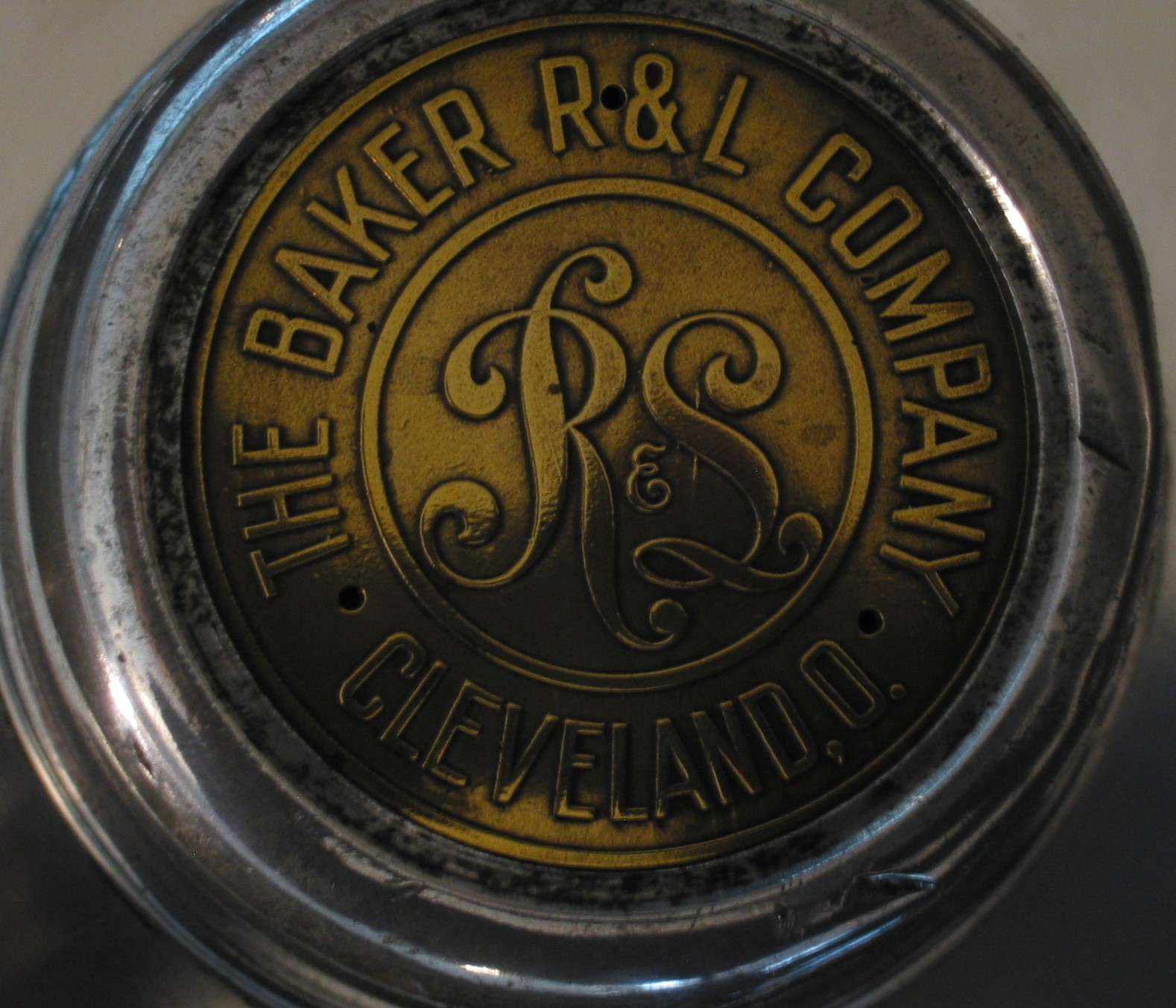
Radkappe mit Aufschrift des Herstellers

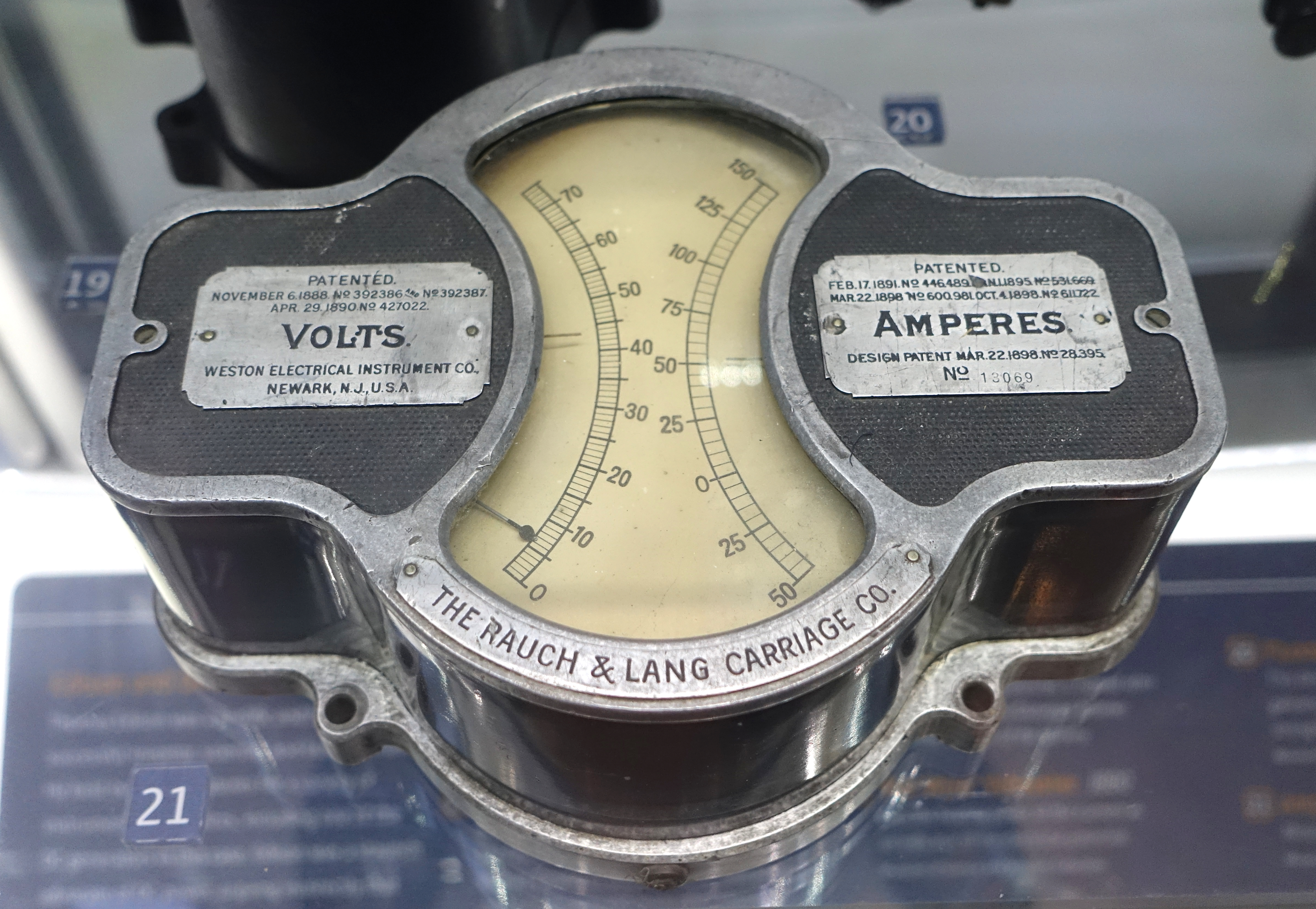
Volt- und Amperemeter in einem Fahrzeug

Rauch & Lang war eine US-amerikanische Fahrzeugmarke.

## Vorgeschichte
Jacob J. Rauch gründete 1853 in Cleveland in Ohio eine Schmiede. Sein Sohn Charles betrieb ab 1860 ebenfalls eine Schmiede. Jacob starb 1863. Sein Unternehmen wurde aufgelöst. Charles machte weiter. Ab 1878 beschäftigte er Charles E. J. Lang.

## Markengeschichte
Rauch und Lang gründeten 1884 die Rauch & Lang Carriage Company. Außerdem waren Henry Heideloff, John Kreifer und Herman Kroll beteiligt. Rauch wurde Präsident, Lang Sekretär und Schatzmeister. Sie stellten Kutschen her.
1903 kam der Vertrieb von Elektroautos der Buffalo Electric Carriage Company dazu.
1905 begann die Produktion eigener Automobile. Der Markenname lautete Rauch & Lang. 1907 wurde der bisherige Motorenlieferant Hertner Electric Company übernommen und John H. Hertner als Chefingenieur eingestellt. 1911 kam es zu gerichtlichen Streitigkeiten mit dem Konkurrenten Baker Motor Vehicle Company.
1915 kam es zur Fusion mit Baker. Das neue Unternehmen hieß Baker, Rauch & Lang Company, kurz Baker R & L Company. Charles C. F. Wieber wurde Präsident, Frederick R. White und Charles E. J. Lang Vizepräsidenten, R. C. Norton Schatzmeister, G. H. Kelly Sekretär, F. W. Treadway Rat, Fred R. White und Rollin C. White Direktoren. Baker-Fahrzeuge wurden noch bis 1916 hergestellt. Zwischen 1916 und 1919 wurden Karosserien für den Owen Magnetic gefertigt. 1919 wurde die Raulang Body Division als eigenständige Abteilung für den Karosseriebau gegründet. Noch im gleichen Jahr kam eine Abteilung für industrielle Lastkraftwagen dazu. Beide Organisationen blieben über 1920 hinaus bestehen.
Im Januar 1920 kaufte Ray S. Deering von Stevens-Duryea die Pkw-Abteilung des Unternehmens auf. Die neue Firmierung lautete je nach Quelle Rauch & Lang Inc. oder Rauch & Lang Electric Car Manufacturing Company. Der Sitz wurde nach Chicopee Falls in Massachusetts verlegt. 1922 kamen Taxis dazu, die auch als R & L vermarktet wurden. 1924 begannen finanzielle Probleme. 1928 wurde etwa die Hälfte des Werkes an die Moth Aircraft Corporation vermietet. In dem Jahr endete die Serienproduktion von Pkw. Das war gleichzeitig das Ende des Markennamens R & L. Einzelstücke und Prototypen entstanden noch bis 1932.

## Stückzahlen
Bis Juni 1905 entstanden 18 Kraftfahrzeuge. Bis zum Jahresende 1905 folgten 32 weitere. 1908 wurden 500 Fahrzeuge gefertigt, obwohl Aufträge für 800 Fahrzeuge vorlagen. Für 1919 sind 700 Fahrzeuge überliefert. 1920 entstanden 143 Pkw, 1921 noch 103 und 1922 weniger als 40. 1923 wurden 300 Taxis mit Ottomotoren hergestellt. Die Taxis mit Elektromotor aus diesem Jahrzehnt waren weit weniger erfolgreich. Ebenso fanden die Elektroautos kaum noch private Abnehmer. 1928 entstanden drei Prototypen und bis 1932 weitere Taxis in geringer Zahl.

## Fahrzeuge
Bis 1921 gab es ausschließlich Elektroautos. Modellbezeichnungen sind erst ab 1912 bekannt.
Von 1905 bis 1906 standen drei Modelle zur Wahl. Sie unterschieden sich in der Länge des Fahrgestells, der Karosserie und dementsprechend natürlich im Preis. Genannt sind ein Stanhope mit 170 cm Radstand, ein Coupé mit 173 cm Radstand und ein Depot Wag. mit 221 cm Radstand.
1907 kam ein Surrey mit 231 cm Radstand dazu.
Für die Zeit von 1908 bis 1909 wurde das Karosserieangebot erweitert. Das Coupé hatte nun 170 cm Radstand, der Stanhope und ein Extended Coupé 188 cm Radstand, Victoria und Brougham 216 cm Radstand sowie der Surrey 262 cm Radstand.
Von 1910 bis 1911 hatte nur ein Stanhope einen Radstand von 196 cm. Bei den anderen Aufbauten Runabout, Stanhope, Victoria, Extended Coupé und Coupé betrug der Radstand 216 cm.
1912 wurden Modellnamen eingeführt. Das Stanhope Model hatte 212 cm Radstand. Coupé und Stanhope standen zur Wahl. Daneben gab es das Brougham Model mit unterschiedlichen Radständen. Beim Demi Brougham betrug er 212 cm und beim Coach 277 cm. Dazwischen lagen Landaulet, Brougham, Victoria, Roadster und Club Roadster mit 231 cm Radstand.
Für 1913 sind acht Modelle genannt: Model B und Model XT Colonial als viersitziger Brougham, Model CR als Club Roadster, Model R als zweisitziger Roadster und Model T als fünfsitziger Brougham mit jeweils 234 cm Radstand, Model DB als viersitziger Demi-Brougham mit 218 cm Radstand sowie Model J als viersitziger Coach und Model TC als fünfsitziges Town Car mit 267 cm Radstand.
1914 hatten das Model CR als zweisitziges Coupé und das Model R als Roadster den identischen Radstand von 234 cm. Das Model B 4 als Brougham war mit 244 cm Radstand etwas länger. Das Model J 4 Coach hatte 254 cm Radstand. Genannt sind Double Control, Front Control, Wheel Steer und Rear Control, was darüber Auskunft gibt, dass einige Modelle vom Vordersitz, andere vom Hintersitz und noch andere von beiden Sitzen aus gesteuert werden konnten.
1915 hatten drei Modelle einen Radstand von 234 cm. Dies waren Model BX 5 als Brougham, Model CR 5 als Club Roadster und Model R 5 als Roadster. Der Brougham Model 85 hatte 244 cm Radstand. Mit dem Model L-5 gab es erstmals eine Limousine, die 254 cm Radstand hatte. Das Model J 5 Coach mit 259 cm Radstand gab es wieder als Double Control, Front Control und Rear Control. Das längste Fahrzeug war das Town Car Model TC-5 mit 277 cm Radstand.
1916 lösten Model BX 6, Model CR 6, Model R 6, Model 86 und Model TC 6 die Vorjahresmodelle ab, deren Bezeichnung auf 5 endeten, ohne dass weitere Änderungen überliefert sind. Daneben gab es Model J 6 Double Control als Coach und Model TXC 6 als Town Car, jeweils mit 254 cm Radstand.
Von 1917 bis 1918 standen vier Modelle im Sortiment. Das Model BX-7 war als fünfsitziger Brougham und zweisitziger Roadster erhältlich, das Model RX-7 nur als zweisitziger Roadster. Beide hatten 234 cm Radstand. Das Model JX-7 mit 254 Radstand war wahlweise als fünfsitziger Brougham oder fünfsitziger Town Car karosseriert. Das Model TC-7 als fünfsitziger Town Car hatte mit 277 cm den längsten Radstand.
1919 beschränkte sich das Angebot auf zwei Modelle. Als Single Rear Drive wurde ein Brougham mit 234 cm Radstand bezeichnet. Daneben gab es einen Coach mit 259 cm Radstand, der als Double Drive, Rear Drive und Front Drive erhältlich war.
Ab 1920 sind die Radstände nicht bekannt. In dem Jahr gab es das Model B-36 als Brougham und das Model C-45 als C’ch Single Con. und C’ch Dual Con., wobei die Abkürzung für Coach stehen könnte.
1921 war das Model B-46 ein Single Drive Brougham und das Model C-55 ein Dbl. Drive C’ch, was wohl für Double Drive Coach stand.
Von 1922 bis 1923 gab es das Model C-505 Rear Drive mit Elektromotor als C’ch für 4250 US-Dollar und als Taxicab für 2750 Dollar. Das Model C-505 Rear Drive Gasoline hatte einen Ottomotor und war ebenfalls ein Taxicab. Der Preis lag mit 2350 Dollar niedriger als für das Elektrotaxi.
1924 wurden die Fahrzeuge Model B-68, Electric und Gasoline genannt. Die einzige bekannte Änderung war der Wechsel von C’ch auf Brougham. Auch die Preise blieben gleich.
1925 kam das Model S-68 als viertürige Limousine dazu. Der Preis entsprach dem Brougham.
Zwischen 1926 und 1928 stand die Limousine nicht mehr im Angebot. Der Brougham kostete nun 5000 Dollar.
1928 entstanden drei Prototypen, von denen einer noch existiert. Sie werden als gas-electric bezeichnet, was auf ein Hybridelektrokraftfahrzeug hindeutet. Die Basis stammte von Stearns-Knight. Sie hatten einen Sechszylinder-Schiebermotor mit 35 PS Leistung. Die Gesamtleistung wurde mit 60 PS angegeben. General Electric war beteiligt. Geldgeber und Abnehmer für diese Fahrzeuge war E. H. R. Green, Sohn eines Multimillionärs, der aufgrund einer Behinderung Schwierigkeiten hatte, bei gewöhnlichen Fahrzeugen das Getriebe zu bedienen.
Weitere Prototypen auf Fahrgestellen von Willys-Knight wurden bis 1932 als Taxis gefertigt und in östlichen Städten wie Boston, New York City und Philadelphia eingesetzt.

## Pkw-Modellübersicht
Nachstehend eine Auflistung der Modelle und Aufbauten pro Jahr.
| Jahr      | Modell                          | Radstand (cm) | Aufbau                                                   |
| --------- | ------------------------------- | ------------- | -------------------------------------------------------- |
| 1905–1906 | Electric                        | 170           | Stanhope                                                 |
| 1905–1906 | Electric                        | 173           | Coupé                                                    |
| 1905–1906 | Electric                        | 221           | Depot Wag.                                               |
| 1907      | Electric                        | 170           | Stanhope                                                 |
| 1907      | Electric                        | 173           | Coupé                                                    |
| 1907      | Electric                        | 221           | Depot Wag.                                               |
| 1907      | Electric                        | 231           | Surrey                                                   |
| 1908–1909 | Electric                        | 170           | Coupé                                                    |
| 1908–1909 | Electric                        | 188           | Stanhope, Ext. Coupé                                     |
| 1908–1909 | Electric                        | 216           | Victoria, Brougham                                       |
| 1908–1909 | Electric                        | 262           | Surrey                                                   |
| 1910–1911 | Electric                        | 196           | Stanhope                                                 |
| 1910–1911 | Electric                        | 216           | Runabout, Stanhope, Victoria, Ext. Coupé, Coupé          |
| 1912      | Stanhope Model                  | 212           | Coupé, Stanhope                                          |
| 1912      | Brougham Model                  | 212           | Demi Brougham                                            |
| 1912      | Brougham Model                  | 231           | Landaulet, Brougham, Victoria, Roadster, Club Roadster   |
| 1912      | Brougham Model                  | 277           | Coach                                                    |
| 1913      | Model B                         | 234           | Brougham 4-sitzig                                        |
| 1913      | Model CR                        | 234           | Club Roadster                                            |
| 1913      | Model DB                        | 218           | Demi-Brougham 4-sitzig                                   |
| 1913      | Model J                         | 267           | Coach 4-sitzig                                           |
| 1913      | Model R                         | 234           | Roadster 2-sitzig                                        |
| 1913      | Model T                         | 234           | Brougham 5-sitzig                                        |
| 1913      | Model TC                        | 267           | Town Car 5-sitzig                                        |
| 1913      | Model XT Colonial               | 234           | Brougham 4-sitzig                                        |
| 1914      | Model B 4                       | 244           | Brougham                                                 |
| 1914      | Model CR                        | 234           | Coupe 2-sitzig                                           |
| 1914      | Model J 4 Coach                 | 254           | Double Control, Front Control, Wheel Steer, Rear Control |
| 1914      | Model R                         | 234           | Roadster                                                 |
| 1915      | Model 85                        | 244           | Brougham                                                 |
| 1915      | Model BX 5                      | 234           | Brougham                                                 |
| 1915      | Model CR 5                      | 234           | Club Roadster                                            |
| 1915      | Model J 5 Coach                 | 259           | Double Control, Front Control, Rear Control              |
| 1915      | Model L-5                       | 254           | Limousine                                                |
| 1915      | Model R 5                       | 234           | Roadster                                                 |
| 1915      | Model TC-5                      | 277           | Town Car                                                 |
| 1916      | Model 86                        | 244           | Brougham                                                 |
| 1916      | Model BX 6                      | 234           | Brougham                                                 |
| 1916      | Model CR 6                      | 234           | Club Roadster                                            |
| 1916      | Model J 6 Double Control        | 254           | Coach                                                    |
| 1916      | Model R 6                       | 234           | Roadster                                                 |
| 1916      | Model TC 6                      | 277           | Town Car                                                 |
| 1916      | Model TXC 6                     | 254           | Town Car                                                 |
| 1917–1918 | Model BX-7                      | 234           | Brougham 5-sitzig, Roadster 2-sitzig                     |
| 1917–1918 | Model JX-7                      | 254           | Brougham 5-sitzig, Town Car 5-sitzig                     |
| 1917–1918 | Model RX-7                      | 234           | Roadster 2-sitzig                                        |
| 1917–1918 | Model TC-7                      | 277           | Town Car 5-sitzig                                        |
| 1919      | Coach                           | 259           | Double Drive, Rear Drive, Front Drive                    |
| 1919      | Single Rear Drive               | 234           | Brougham                                                 |
| 1920      | Model B-36                      |               | Brougham                                                 |
| 1920      | Model C-45                      |               | C’ch Single Con., C’ch Dual Con.                         |
| 1921      | Model B-46                      |               | Single Drive Brougham                                    |
| 1921      | Model C-55                      |               | Dbl. Drive C’ch                                          |
| 1922–1923 | Model C-505 Rear Drive          |               | C’ch, Taxicab                                            |
| 1922–1923 | Model C-505 Rear Drive Gasoline |               | Taxicab                                                  |
| 1924      | Model B-68                      |               | Brougham                                                 |
| 1924      | Electric                        |               | Taxicab                                                  |
| 1924      | Gasoline                        |               | Taxicab                                                  |
| 1925      | Model B-68                      |               | Brougham                                                 |
| 1925      | Model S-68                      |               | Four-Door Sedan                                          |
| 1925      | Electric                        |               | Taxicab                                                  |
| 1925      | Gasoline                        |               | Taxicab                                                  |
| 1926–1928 | Model S-68                      |               | Four-Door Sedan                                          |
| 1926–1928 | Electric                        |               | Taxicab                                                  |
| 1926–1928 | Gasoline                        |               | Taxicab                                                  |

## Angebotene Fahrzeuge
Der Händler Hyman für klassische Fahrzeuge bot bereits mehrere erhalten gebliebene Fahrzeuge an.